# Sidi Kerir Petrochemicals
Sidi Kerir Petrochemicals S.A.E. (Sidpec) ist ein ägyptisches Unternehmen der Petrochemie  mit Sitz in Alexandria. Das Unternehmen stellt unter anderem Ethylen, Polyethylen, Butan und Naphtha her. Als Polymere werden lineares Polyethylen niedriger Dichte (LLDPE) und Polyethylen hoher Dichte (HDPE) produziert, die in verschiedenen Anwendungen eingesetzt werden, darunter Folien, Blasformen, Rotationsformen und Spritzguss. Diese werden unter anderem zur Herstellung von Einkaufs- und Lebensmitteltüten, strapazierfähigen Säcken und Agrarfolien, Paletten, Kisten, Mülltonnen und Spielzeug verwendet. Das Unternehmen verfügt über eine Produktionskapazität von 300.000 Tonnen Ethylen, 225.000 Tonnen Polyethylen, 10.000 Tonnen Butan-1 und 50.000 Tonnen Butan pro Jahr.
Im Jahr 2024 wurde das Unternehmen auf Platz 25 der Forbes -Liste der 50 wertvollsten Unternehmen in Ägypten geführt.
Es ist Mitglied im EGX 30 Index an der Egyptian Exchange. Die größten Aktionäre sind der Social Insurance Fund for Governmental Sector Employees (20,75 %), Egyptian Petrochemicals Holding Co (20,00 %), Social Insurance Fund for Public and Private Sector Employees (12,24 %), National Investment Bank (6,92 %), Egyptian Petrochemical Co (6,92 %), Al Ahly Capital Holding Co (6,92 %), Misr Insurance Co (1,8548 %).

## Geschichte
Das Unternehmen wurde am 16. November 1997 nach ägyptischem Investitionsrecht gegründet und war eines der ersten Unternehmen der petrochemischen Industrie in Ägypten.  Der Börsengang fand 2005 statt. 